# El Poyo
El Poyo es una localidad española del municipio de San Vitero, en la provincia de Zamora y la comunidad autónoma de Castilla y León.

## Nombre
El nombre del pueblo alude seguramente a un banco que se coloca normalmente arrimado a las paredes, junto a las puertas en las casas de campo, en los zaguanes y otras paredes. Generalmente es de piedra (sobre todo de granito o pizarra) aunque puede ser de otro material. Tanto en este pueblo como en otros muchos, la mayor parte de las casas antiguas tiene uno o varios. Esta palabra procede de la voz latina “podium". Esta hipótesis también se apoya en el hecho de que el pueblo esté situado en un alto, "sentado" sobre el terreno.

## Localización
Se encuentra situado en la comarca de Aliste, a 62 kilómetros al noroeste de la capital zamorana y a unos 6 kilómetros de San Vitero, capital de municipio. Se puede llegar a El Poyo por la N-122 hasta Alcañices y luego por la ZA-913 por San Juan y San Vitero.
El pueblo se encuentra en una zona relativamente elevada, flanqueado por dos riberas, cuyas aguas confluirán más tarde en el término de Nuez de Aliste, desembocando un poco más abajo de la confluencia, ya en el internacional río Manzanas. La situación geográfica del pueblo representa la transición entre la extensa llanura del Campo de Aliste (que es una zona más seca y fría, que se halla por los términos de Gallegos del Campo, San Cristóbal, etc), el valle del río Manzanas (una zona más húmeda, cálida y escarpada) y los extensos robledales que rodean los términos de San Juan del Rebollar, San Vitero.
Hoy en día, nuestra aldea tiene unos sesenta habitantes en invierno, pero en los meses de verano, como ocurre en tantos otros pueblos, su población se triplica gracias a los veraneantes. Se trata de un pueblo muy tranquilo, que merece ser visitado por sus paisajes.
Pese a lo pequeño que es el pueblo, este se halla dividido en dos barrios: el barrio de Abajo (el más habitado y donde aún se pueden ver casas antiguas que ejemplifican la arquitectura tradicional alistana) y el de Arriba (o “Korea” como se conoce popularmente).
Debido a su ubicación geográfica (está colocado en una de las partes más altas de la zona) es muy difícil obtener una fotografía que sea representativa del pueblo y en la que aparezcan la mayor parte de las casas del casco urbano, ya que los edificios más próximos al lugar desde el que tomemos la fotografía nos ocultarán los que estén más atrás. Solo desde el aire se podría obtener una panorámica más o menos completa.

## Historia
En la Edad Media, tras el nacimiento del Reino de León en el año 910, El Poyo quedó integrado en el mismo, hecho que no evitó la existencia de cierto conflicto entre los reinos leonés y portugués en los siglos XII y XIII por el control de esta zona de la frontera.
Las Memorias, 1607, dicen escuetamente que la iglesia de Santa María del Poyo, anejo de San Vitero, tiene treinta feligreses y que hay una ermita de la Vera Cruz.[cita requerida] Según el Catastro de Ensenada, en 1752, tenía 24 vecinos, 5 molinos, 3 tejedores de paños y lienzos, un herrero y un barbero (forastero). El párroco residía en San Vitero, del que era anejo.
Ya en la Edad Contemporánea, con la creación de las actuales provincias en 1833, El Poyo fue adscrito a la provincia de Zamora y la Región Leonesa, quedando integrado con la creación de los partidos judiciales en abril de 1834 en el de Alcañices. Asimismo, en torno a 1850, El Poyo pasó a integrarse en el municipio de San Vitero. Finalmente, con la supresión del partido de Alcañices en 1983, El Poyo fue adscrito al Partido Judicial de Zamora.
La Guía, en 1884, señalaba que carecía de escuela pública para la primera enseñanza, teniendo que ir los niños de ambos sexos a las de los pueblos inmediatos, que su feligresía se componía de treinta y cinco vecinos y ciento cuarenta almas, subrayando que no hay cofradía alguna, ni existen santuarios o ermitas.[cita requerida]
A propósito del antigua convento (anterior al siglo XVI) que la tradición coloca en la raya de El Poyo con San Blas, del que todavía, al parecer, se encuentran algunos restos por allí, creen los del pueblo que una de las campanas del mismo fue llevada para San Blas, y que la otra, la pequeña, fue traída para El Poyo, en cuyo campanario se halla actualmente. Se comenta, asimismo, que en el propio lugar del convento se encontró una esquila de mano hace unos 40 o 50 años. Opinan también los del lugar que los frailes iban a Alcañices por un sendero entre el monte.

## Cultura

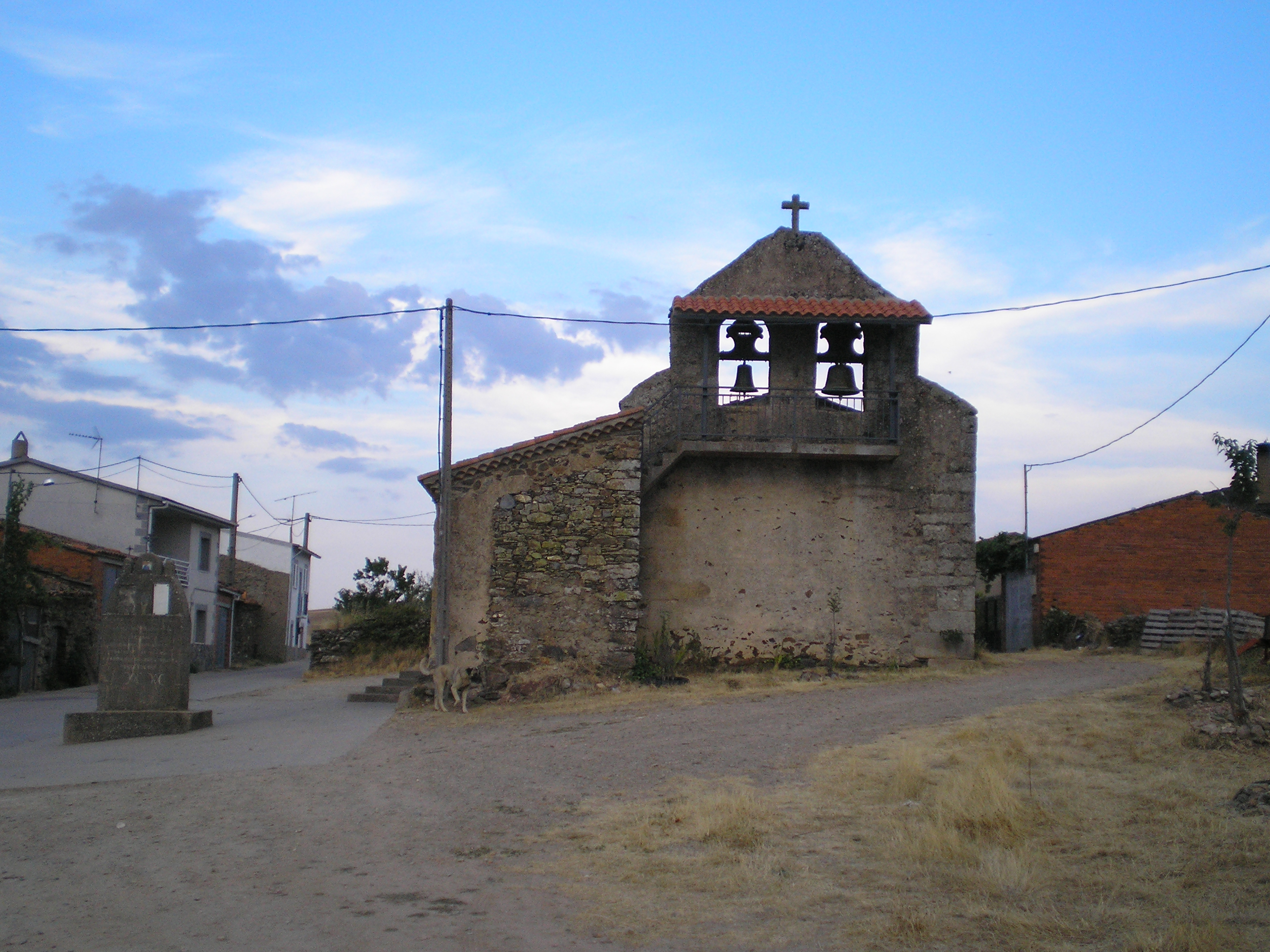
Iglesia de El Poyo (2008).

La iglesia de El Poyo es pequeña; ostenta típica espadaña románica. El retablo mayor es sencillo, dentro del barroco; tiene cuatro columnas. La patrona es la Virgen de la Asunción.

### Fiestas
Celebra la fiesta patronal el 15 de agosto. 
- Del 15 al 16 de agosto en honor de la Virgen de la Asunción.

### Gastronomía
La gastronomía del Poyo se encuentra en el "Bar García" de Virtudes y Ricardo, que también figura como pequeño supermercado.

### Arquitectura
Las casas (y demás edificaciones como corrales, pajares, paneras, molinos etc.) más antiguas del pueblo siguen todas un patrón más o menos definido, es lo que se conoce como arquitectura popular, o tradicional, alistana. 
Este tipo de construcciones presenta unas marcadas características propias que no tienen las edificaciones de otras comarcas limítrofes: paredes que combinan la piedra ferreña (cuarcita) y la pizarra con el barro, la escasez de granito como material de construcción (debido a su escasez en los suelos de la zona de Aliste).
Los tejados de madera, pizarra y teja, las puertas de madera con "cuarterón", los típicos balcones de madera (en el pueblo ya no queda ninguno), los puentes hechos con enormes lonjas de pizarra, o con una sucesión de peñas colocadas en el agua como los del río Aliste (tampoco queda ni un solo puente en el pueblo), los pequeños molinos de una sola habitación tan típicos de la zona (solo queda uno en ruinas), las paredes de piedra de huertos y prados.